# Samoa National League 1984
Samoa National League 1984, còn có tên là Upolo First Division, là mùa giải thứ 6 trong lịch sử Samoa National League, giải đấu cao nhất của Liên đoàn Bóng đá Samoa. Kiwi F.C. giành chức vô địch đầu tiên, đang trên con đường chinh phục 3 chức vô địch liên tiếp.
FOPA và YFC đều bị xuống hạng Samoa Division 2 1985.

## Bảng xếp hạng
| XH | Đội         | Tr | T | H | T | BT | BB | HS  | Đ  | Lên hay xuống hạng                 |
| -- | ----------- | -- | - | - | - | -- | -- | --- | -- | ---------------------------------- |
| 1  | Kiwi (C)    | 11 | 8 | 2 | 1 | 21 | 10 | +11 | 26 |                                    |
| 2  | Lotopa      | 11 | 7 | 2 | 2 | 15 | 7  | +8  | 23 |                                    |
| 3  | Vaivase-tai | 11 | 7 | 1 | 3 | 17 | 8  | +9  | 22 |                                    |
| 4  | Faatoia     | 11 | 4 | 4 | 3 | 13 | 9  | +4  | 16 |                                    |
| 5  | Vaivase-uta | 11 | 3 | 6 | 2 | 11 | 7  | +4  | 15 |                                    |
| 6  | Vaipuna     | 11 | 5 | 1 | 5 | 14 | 11 | +3  | 16 |                                    |
| 7  | Moamoatai   | 11 | 4 | 2 | 5 | 13 | 10 | +3  | 14 |                                    |
| 8  | SCOPA       | 11 | 4 | 2 | 5 | 14 | 12 | +2  | 14 |                                    |
| 9  | Laiovaea    | 11 | 4 | 1 | 6 | 11 | 16 | −5  | 13 |                                    |
| 10 | Alafua      | 11 | 4 | 0 | 7 | 12 | 16 | −4  | 12 |                                    |
| 11 | FOPA (R)    | 11 | 2 | 3 | 6 | 6  | 20 | −14 | 9  | Relegated to 1985 Samoa Division 2 |
| 12 | YFC (R)     | 11 | 0 | 2 | 9 | 6  | 22 | −16 | 2  | Relegated to 1985 Samoa Division 2 |

Cập nhật đến cuối mùa giải
Nguồn: 
Quy tắc xếp hạng: 1. Điểm; 2. Hiệu số bàn thắng; 3. Số bàn thắng.
(VĐ) = Vô địch; (XH) = Xuống hạng; (LH) = Lên hạng; (O) = Thắng trận Play-off; (A) = Lọt vào vòng sau. 
Chỉ được áp dụng khi mùa giải chưa kết thúc: 
(Q) = Lọt vào vòng đấu cụ thể của giải đấu đã nêu; (TQ) = Giành vé dự giải đấu, nhưng chưa tới vòng đấu đã nêu.

### Play-off lên xuống hạng
| XH | Đội            | Tr | T | H | T | BT | BB | HS | Đ | Lên hay xuống hạng                    |
| -- | -------------- | -- | - | - | - | -- | -- | -- | - | ------------------------------------- |
| 1  | Marist (P)     | 3  | 3 | 0 | 0 |    |    |    | 9 | Thăng hạng Samoa National League 1985 |
| 2  | Togafuafua (P) | 3  | 2 | 0 | 1 |    |    |    | 6 | Thăng hạng Samoa National League 1985 |
| 3  | FOPA (R)       | 3  | 1 | 0 | 2 |    |    |    | 3 | Xuống hạng Second Division            |
| 4  | YFC (R)        | 3  | 0 | 0 | 3 |    |    |    | 0 | Xuống hạng Second Division            |

Cập nhật đến cuối mùa giải
Nguồn: 
Quy tắc xếp hạng: 1. Điểm; 2. Hiệu số bàn thắng; 3. Số bàn thắng.
(VĐ) = Vô địch; (XH) = Xuống hạng; (LH) = Lên hạng; (O) = Thắng trận Play-off; (A) = Lọt vào vòng sau. 
Chỉ được áp dụng khi mùa giải chưa kết thúc: 
(Q) = Lọt vào vòng đấu cụ thể của giải đấu đã nêu; (TQ) = Giành vé dự giải đấu, nhưng chưa tới vòng đấu đã nêu.